# Acacia divergens
Acacia divergens är en ärtväxtart som beskrevs av George Bentham. Acacia divergens ingår i släktet akacior, och familjen ärtväxter. Inga underarter finns listade i Catalogue of Life.